# Гаврилов-Јам
Гаврилов-Јам (рус. Гаври́лов-Я́м) град је у Јарославској области, Русија. Налази се на обалама ријеке Которосљ.
Број становника: 19.900 (2001)
Основан је 1545. године на месту Тројство-Сергијевског манастира, 7 km од Ростовско-Суздаљског тракта као село Гаврилов Јам. Судећи по називу "јам", у њему је била станица где су се држали поштански коњи.
Статус града има од 1938.
У граду се налазе железничка станица, погони за производњу мотора за војне авионе, ланени комбинат и производња грађевинских материјала.
Временска зона: Московско време

## Становништво
Према прелиминарним подацима са пописа, у граду је 2010. живело становника, (%) више него 2002.
| 1939.  | 1959.  | 1970.  | 1979.  | 1989.  | 2002.  | 2010.  |
| ------ | ------ | ------ | ------ | ------ | ------ | ------ |
| 18.567 | 21.314 | 20.751 | 20.687 | 21.353 | 19.105 | 17.791 |